# Hyladelphys kalinowskii
Hyladelphys kalinowskii — опосум із Південної Америки. Невеликий за розміром вид.

## Морфологічна характеристика
Вага 10–20 грамів. Загальна довжина ≈ 205 мм, хвіст ≈ 115 мм. Волосяний покрив на спині гладкий, червонувато-коричневий із сірою основою, на череві однотонний, від білого до кремового кольору. Лице широке з темною маскою і серединна смуга блідо-помаранчевого хутра від носа (точніше рінаріума) до області між очима. Хутро на щоках і горлі біле. очі й вуха досить великі.

## Середовище проживання
Країни: Бразилія, Французька Гвіана, Гаяна, Перу.
Проживає в низовинах тропічних лісів

## Спосіб життя
Цей вид веде нічний спосіб життя. Використовує підлісок і землю.